# Макален (Тексас)
Макален (енгл. McAllen) град је у америчкој савезној држави Тексас. По попису становништва из 2010. у њему је живело 129.877 становника.

## Демографија
Према попису становништва из 2010. у граду је живело 129.877 становника, што је 23.463 (22,0%) становника више него 2000. године.
|                   | 2010.            | 2000.            |
| Укупно            | 129 877 (100,0%) | 106 414 (100,0%) |
| Хиспаноамериканци | 109 910 (84,63%) | 85 427 (80,28%)  |
| Белци             | 15 193 (11,70%)  | 17 924 (16,84%)  |
| Азијати           | 3 372 (2,596%)   | 2 059 (1,935%)   |
| Афроамериканци    | 1 215 (0,936%)   | 647 (0,608%)     |
| Остали            | 187 (0,144%)     | 357 (0,335%)     |

## Партнерски градови
- Акапулко
- Ирапуато
- Кадерејта Хименез